# 南答爾烏帕齊拉
南答爾乌帕齐拉是孟加拉国邁門辛縣的一个乌帕齐拉，位於邁門辛专区的邁門辛縣。。

## 人口
據1991年孟加拉國人口普查，南答爾共有戶數62,533戶，人口328847人。其中男性佔比50.82%，女性佔比49.18%；成年人口155,930人。該地7歲以上人口之平均識字率為22.3%。